# 정대선 (축구 선수)
정대선(1987년 6월 27일 ~ )은 대한민국의 축구 선수이며 포지션은 공격수이다.

## 축구인 경력

### 선수 경력
2010년 울산 현대 축구단에 입단하여 프로 데뷔 첫 시즌 13경기에 출전하여 주목을 받기 시작하였다.
2011 시즌 중반 경남 FC로 이적하였다.
2014년 FC 안양으로 이적하였다.